# Süleyman Alp (Diriliş: Ertuğrul)
Süleyman Alp est un personnage de fiction dans Diriliş: Ertuğrul. Süleyman est interprétée par Halit Özgür Sarı.

## Intrigue
Le fils de Gündoğdu Bey et Selcan Hatun et le frère d'Iltekin. Il est venu avec sa mère dans les tribus D'Ertuğrul après les attaques D'Albastı. Süleyman est presque le meilleur ami du Fils D'Ertuğrul, Gündüz Alp, mais est tué par Albastı quand Ertuğrul reprend sa ville pour se venger de la dévastation de sa mère.